# Tell el-Yahudiya
Tell el-Yahudiya (Hügel der Juden; griechisch Λεόντων πόλις Leontopolis) ist eine archäologische Stätte in Ägypten, die sich im östlichen Nildelta 20 Kilometer nordöstlich von Kairo befindet. Sie ist besonders für ihre Verbindung zur Hyksos-Zeit und als Fundort der Tell-el-Yahudiya-Keramik bekannt.

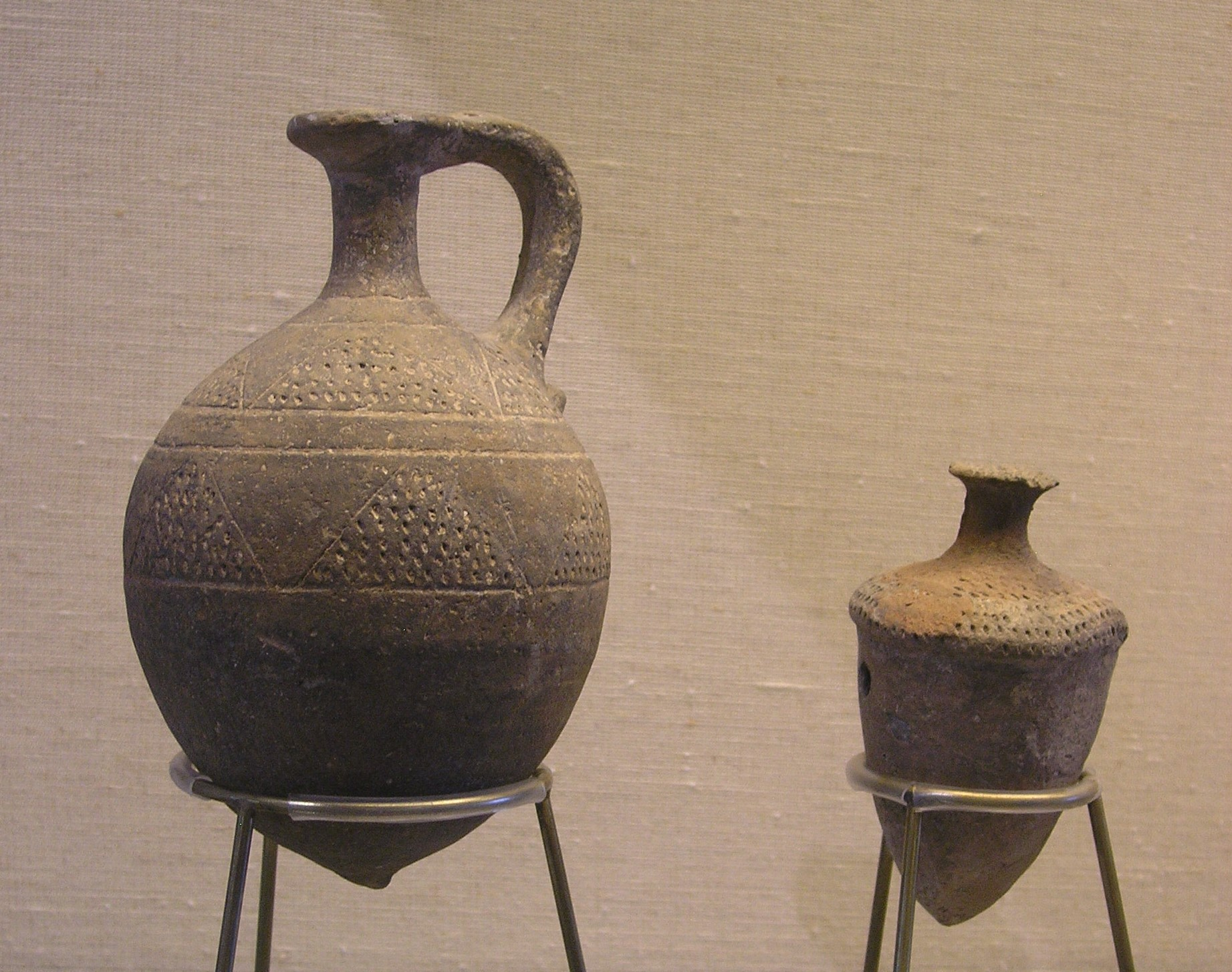
Tell-el-Yahudiya-Keramik, Mittlere Bronzezeit (2000–1550 v. Chr.), Hecht Museum, Haifa

## Besiedlung in pharaonischer Zeit
Tell el-Yahudiya, auch bekannt unter den antiken Namen Nay Ta-Hut und Leontopolis, ist von der Zweiten Zwischenzeit bis in römische Zeit durchgängig besiedelt gewesen.
Der Ort ist die älteste bekannte Hyksos-Siedlung in Ägypten und diente als Typusort für eine Gruppe kleiner schwarzer Keramikkrüge, die im späten ersten und zweiten Viertel des 2. Jahrtausends v. Chr. in der Levante und in Ägypten hergestellt wurden. Diese Krüge sind bekannt für ihre polierte Oberfläche und die mit weißer Paste gefüllten Ritzlinien und Zickzack-Muster, die mit Kämmen punktiert wurden.
Die Stätte ist auch bemerkenswert für ihre einzigartige 515 × 490 Meter große Umfassungsmauer, die von Flinders Petrie ergraben wurde und typisch für Syrien-Palästina während der Mittleren Bronzezeit IIA–B ist und in Ägypten sonst nicht vorkommt. Sie geht wohl auf das Mittlere Reich oder die Zweite Zwischenzeit zurück. Die Mauerstärke betrug 60 Meter, die Höhe mindestens 11 Meter. Der Innenraum war mit Sand gefüllt (Hoher Sand) und stellte wohl einen Urhügel dar, auf dem ein Heiligtum stand.
Während der Zweiten Zwischenzeit (Mittlere Bronzezeit IIB) wurde die Stätte von nicht-ägyptischen Siedlern besetzt, die 1906 von Flinders Petrie als Hyksos identifiziert wurden.
Im nordöstlichen Teil der Umfassung wurden Kolossalstatuen Ramses’ II. entdeckt, die auf einen Tempel schließen lassen, den er dort neu errichten ließ. Ramses III. ließ westlich der Mauer einen Palast oder Tempel errichten, in dessen Ruinen Tausende von Fayencekacheln gefunden wurden.

## Archäologische Ausgrabungen
Die erste Untersuchung von Tell el-Yahudiya wurde im 19. Jahrhundert von Heinrich Brugsch durchgeführt. Spätere Ausgrabungen wurden von Edouard Naville und Francis Llewellyn Griffith in der Saison 1886–1887 vorgenommen, gefolgt von den wichtigen Ausgrabungen von W. M. Flinders Petrie in den Jahren 1905 und 1906, die sich auf die von ihm entwickelte ägyptische und palästinensische Keramikchronologie stützten. Petries Arbeit lieferte wertvolle Informationen über die Funde aus den Gräbern und Grabstätten innerhalb der Befestigungsanlage.
Eine kurze Feldsaison in den 1950er Jahren durch Shehata Adam brachte neues Material ans Tageslicht, änderte aber wenig am Verständnis der Stätte.

## Fundstücke und Artefakte
Die Ausgrabungen brachten eine Vielzahl von Fundstücken zutage, darunter Keramik, Skarabäen und die Überreste eines jüdischen Tempels aus der Zweiten Tempelzeit. Die Keramikfunde, insbesondere die Tell-el-Yahudiya-Keramik, sind für die Chronologie der Mittleren Bronzezeit von großer Bedeutung. Die Funde aus den Gräbern und Grabstätten spiegeln die kulturellen Einflüsse der Hyksos und späterer Perioden wider.

## Jüdischer Tempel
Ein besonderes Merkmal von Tell el-Yahudiya ist der Fund eines jüdischen Tempels aus der Zweiten Tempelzeit, der einzige seiner Art außerhalb Jerusalems. Obwohl der Tempel nicht eindeutig identifiziert wurde, machen literarische Belege des Historikers Flavius Josephus und das Vorhandensein eines nahegelegenen spätjüdischen Friedhofs die Lokalisierung nahezu sicher. Der Tempel wurde auf einem künstlichen Hügel errichtet, und die Funde umfassen Teile der Fundamente und eine große Treppe.

„(426) Diese Worte fanden die Zustimmung des Ptolemäus, und er schenkte ihm [dem Onias] einen Strich Landes, der 180 Stadien von Memphis entfernt, im sogenannten Kreise von Heliopolis gelegen war. (427) Hier legte Onias zunächst eine feste Burg an und machte sich dann an den Bau des Tempels, der übrigens mit dem zu Jerusalem keine Aehnlichkeit haben sollte, sondern die Gestalt eines Thurmes bekam und mit seinen gewaltigen Quadern zu einer Höhe von 60 Ellen aufragte. (428) Bei der Construction des Brandopferaltares dagegen nahm er sich vollständig den in der Heimat zum Muster, wie er auch die Prunkstücke im Tempel in ganz ähnlichen Formen herstellte. Nur die Arbeit am Leuchter machte eine Ausnahme, (429) indem Onias hier kein Leuchtergestelle anwendete, sondern nur eine goldene Lampe, von der unmittelbar das Licht ausstrahlte, anfertigen und an einer goldenen Kette schweben ließ. Der ganze Tempelbezirk war von einer Mauer aus gebrannten Ziegeln eingefasst, deren Thore aber Steinbauten waren.“

Unter Ptolemaios VI. errichtete der jüdische Hohepriester Onias IV., der vor Antiochos IV. aus Jerusalem geflohen war, um 170 v. Chr. einen Tempel nordöstlich der Umfassungsmauer. Nach Flavius Josephus ließ er einen burgartigen Tempel aus großen Steinquadern errichten, umgeben von einer Backsteinmauer mit steinernen Toren. Anstatt eines Standleuchters ließ er eine goldene Lampe aufhängen. Der Bau eines zweiten JHWH-Tempels außerhalb von Jerusalem wurde durch eine Prophezeiung im biblischen Buch Jesaja legitimiert, in der ein Altar des JHWH in Ägypten vorausgesagt wird. Die meisten Juden – auch jene in Ägypten – lehnten dieses Heiligtum ab, jedoch wurde es als Heiligtum neben dem Jerusalemer Tempel geduldet. Der Tempel wurde 71 n. Chr. unter Vespasian durch den damaligen praefectus aegypti, Tiberius Iulius Lupus, nach einem Aufstand der Juden in Alexandria geschlossen.